# Grand Prix Cycliste La Marseillaise
Grand Prix Cycliste La Marseillaise, początkowo (do 1991) La Marseillaise, później także jako Grand Prix d'Ouverture La Marseillaise – jednodniowy wyścig kolarski, rozgrywany corocznie od 1980 w rejonie francuskiej Marsylii.
Pierwsza edycja wyścigu odbyła się w 1980, a od tego czasu organizowany jest corocznie. Początkowo (do 1991) nosił nazwę La Marseillaise, od 1992 nazwę wydłużono do formy (Grand Prix d'Ouverture La Marseillaise, a później przyjęto wersję Grand Prix Cycliste La Marseillaise. Od 2005 należy do cyklu UCI Europe Tour z kategorią 1.1.

## Zwycięzcy
Opracowano na podstawie:
| Rok  | Pierwsze               | Drugie               | Trzecie                |
| ---- | ---------------------- | -------------------- | ---------------------- |
| 1980 | Leo van Vliet          | Patrick Friou        | Frits Pirard           |
| 1981 | Jan Bogaert            | Pascal Poisson       | Patrick Hosotte        |
| 1982 | Bernard Hinault        | Ad Wijnands          | Pierre-Henri Menthéour |
| 1983 | Jan Raas               | Cees Priem           | Erich Mächler          |
| 1984 | Eddy Planckaert        | Gilbert Glaus        | Pascal Jules           |
| 1985 | Charly Mottet          | Walter Planckaert    | Paul Haghedooren       |
| 1986 | Eddy Planckaert        | Vincent Barteau      | Jürg Bruggmann         |
| 1987 | Johnny Weltz           | Jean-Claude Colotti  | Paul Watson            |
| 1988 | Ad Wijnands            | Teun van Vliet       | Adrie van der Poel     |
| 1989 | Thierry Claveyrolat    | Guido Winterberg     | Ronan Pensec           |
| 1990 | Etienne De Wilde       | Carlo Bomans         | Hendrik Redant         |
| 1991 | Edwig Van Hooydonck    | Pierre Dewailly      | Herman Frison          |
| 1992 | Edwig Van Hooydonck    | Eddy Seigneur        | Gilles Delion          |
| 1993 | Didier Rous            | Eddy Seigneur        | Armand de Las Cuevas   |
| 1994 | Gilles Delion          | Wilfried Nelissen    | François Simon         |
| 1995 | Stéphane Hennebert     | Nico Mattan          | Gianluca Pianegonda    |
| 1996 | Fabiano Fontanelli     | Ján Svorada          | Andrei Tchmil          |
| 1997 | Richard Virenque       | Gilles Bouvard       | Ján Svorada            |
| 1998 | Marco Saligari         | Richard Virenque     | Wiaczesław Dżawanian   |
| 1999 | Frank Vandenbroucke    | Jens Voigt           | Frédéric Bessy         |
| 2000 | Emmanuel Magnien       | Lauri Aus            | Christophe Bassons     |
| 2001 | Jakob Piil             | Nicolaj Bo Larsen    | Florent Brard          |
| 2002 | Xavier Jan             | Aleksandr Boczarow   | Cyril Dessel           |
| 2003 | Ludo Dierckxsens       | Magnus Bäckstedt     | Stefano Casagranda     |
| 2004 | Baden Cooke            | Jo Planckaert        | Fabio Baldato          |
| 2005 | Nicki Sørensen         | Władimir Gusiew      | Daniele Masolino       |
| 2006 | Baden Cooke            | Philippe Gilbert     | Anthony Geslin         |
| 2007 | Jeremy Hunt            | Michaił Ignatjew     | Staf Scheirlinckx      |
| 2008 | Hervé Duclos-Lassalle  | Frederik Veuchelen   | Ryder Hesjedal         |
| 2009 | Rémi Pauriol           | Thomas Voeckler      | Jurij Trofimow         |
| 2010 | Jonathan Hivert        | Johnny Hoogerland    | Samuel Dumoulin        |
| 2011 | Jérémy Roy             | Sylvain Georges      | Romain Feillu          |
| 2012 | Samuel Dumoulin        | Marco Marcato        | Arthur Vichot          |
| 2013 | Justin Jules           | Samuel Dumoulin      | Thomas Damuseau        |
| 2014 | Kenneth Vanbilsen      | Baptiste Planckaert  | Samuel Dumoulin        |
| 2015 | Pim Ligthart           | Kenneth Vanbilsen    | Antoine Demoitié       |
| 2016 | Dries Devenyns         | Thibaut Pinot        | Baptiste Planckaert    |
| 2017 | Arthur Vichot          | Maxime Bouet         | Lilian Calmejane       |
| 2018 | Alexandre Geniez       | Odd Christian Eiking | Lilian Calmejane       |
| 2019 | Anthony Turgis         | Romain Combaud       | Tom Van Asbroeck       |
| 2020 | Benoît Cosnefroy       | Valentin Madouas     | Tom Devriendt          |
| 2021 | Aurélien Paret-Peintre | Thomas Boudat        | Bryan Coquard          |
| 2022 | Amaury Capiot          | Mads Pedersen        | Francisco Galván       |
| 2023 | Neilson Powless        | Valentin Ferron      | Brent Van Moer         |
| 2024 | Kevin Geniets          | Alex Baudin          | Kévin Vauquelin        |
| 2025 | Valentin Ferron        | Vincent Van Hemelen  | Francisco Galván       |